# The Cambric Mask
The Cambric Mask è un film muto del 1919 diretto da Tom Terriss e interpretato da Alice Joyce.
Il soggetto è tratto dal romanzo The Cambric Mask (1899) di Robert W. Chambers; i cavalieri bianchi, con i loro mantelli e le maschere, adombrano in qualche misura i cavalieri del Ku Klux Klan.
La pellicola viene considerata perduta.

## Trama
Henry Murden, capo della banda Cavalieri bianchi riesce a ottenere delle informazioni per scoprire quali terreni saranno attraversati dalla ferrovia in costruzione. John Stark, il proprietario dei terreni in questione, è un naturalista e ha come assistente Rose Ember, una ragazza di cui è innamorato. Trovando però una delle maschere usate dai Cavalieri, John scopre che la stoffa della maschera è uguale a quella dei fazzoletti di Rose. La cosa lo induce a sospettare della ragazza che immagina sia in combutta con la banda. In effetti, la maschera appartiene al padre di Rose, costretto ad unirsi alla banda.
Stark viene sequestrato e minacciato di morte dai Cavalieri, i quali cercano di mettere le mani sui suoi terreni. Mascherata come un componente della banda, Rose riesce a liberare l'amato: Stark, in uno scontro finale, uccide Murden. Solo allora, l'uomo si rende conto che il cavaliere misterioso che lo ha salvato è la sua fidanzata che, in questo modo, gli ha anche dimostrato la propria innocenza.

## Produzione
Venne prodotto dalla Vitagraph Company of America

## Distribuzione
Il film fu distribuito dalla Greater Vitagraph che lo fece uscire nelle sale statunitensi il 7 aprile 1919 